# Жигерген
Жигерге́н (каз. Жігерген) — село у складі Казигуртського району Туркестанської області Казахстану. Адміністративний центр Жигергенського сільського округу.
Населення — 1201 особа (2021; 1155 у 2009, 1222 у 1999, 939 у 1989).